# Julius Müller (chodziarz)
Julius Müller (ur. 16 grudnia 1938 w Delmenhorst, zm. 19 września 2017 tamże) – niemiecki lekkoatleta, chodziarz. W czasie swojej kariery reprezentował Republikę Federalną Niemiec.
Wystąpił w chodzie na 20 kilometrów na igrzyskach olimpijskich w 1968 w Meksyku, lecz został zdyskwalifikowany po przejściu 14 kilometrów.
Był mistrzem RFN w chodzie na 20 kilometrów w 1963 i 1969 oraz wicemistrzem na tym dystansie w 1959 i 1968. Był także mistrzem w chodzie na 50 kilometrów w 1962 i wicemistrzem w 1964. Zdobył również drużynowe mistrzostwo RFN w chodzie na 20 kilometrów w latach 1959, 1963, 1964, 1966–1968 i 1976 i w chodzie na 50 kilometrów w 1962, 1964 i 1968. W hali zdobył mistrzostwo RFN w chodzie na 10 000 metrów w 1970 i wicemistrzostwo w tej konkurencji w 1969.
Rekord życiowy Müllera w chodzie na 20 kilometrów wynosił 1:29:06,2 (1968), a w chodzie na 50 kilometrów 4:25:26 (1962). 